# Emanuel van Anhalt-Köthen
Emanuel van Anhalt-Köthen (Plötzkau, 6 oktober 1631 - Köthen, 8 november 1670) was van 1653 tot 1665 vorst van Anhalt-Plötzkau en van 1665 tot aan zijn dood vorst van Anhalt-Köthen. Hij behoorde tot het huis Ascaniërs.

## Levensloop
Emanuel was de derde en jongste zoon van vorst August van Anhalt-Plötzkau en Sophia van Solms-Laubach, dochter van graaf Johan George.
In 1653 volgde hij zijn vader op als vorst van Anhalt-Plötzkau, samen met zijn oudere broers Ernst Gottlieb en Lebrecht. Samen met hun vorstendom erfden ze ook het regentschap van de minderjarige vorst Willem Lodewijk van Anhalt-Köthen. Terwijl Emanuel en Lebrecht als regenten van Anhalt-Köthen dienden, werd Ernst Gottlieb tot aan zijn dood in 1654 de enige heerser over Plötzkau.
In 1659 eindigde het regentschap van Emanuel over Anhalt-Köthen toen Willem Lodewijk volwassen werd verklaard en zelfstandig begon te regeren. Emanuel keerde daarop terug naar Anhalt-Plötzkau, waar hij regeerde samen met zijn broer Lebrecht. Toen Willem Lodewijk in 1665 kinderloos stierf, erfden Emanuel en Lebrecht het vorstendom Anhalt-Köthen. Hierdoor moesten ze Anhalt-Plötzkau afstaan aan het Anhalt-Bernburg, aangezien Anhalt-Plötzkau officieel tot Anhalt-Bernburg behoorde.
Na de dood van zijn broer Lebrecht in 1669 werd Emanuel de enige heerser over Anhalt-Köthen. Een jaar later, in november 1670, stierf hij op 39-jarige leeftijd.

## Huwelijk en nakomelingen
Op 23 maart 1670 huwde Emanuel in Ilsenburg met Anna Eleonora (1651-1690), dochter van graaf Hendrik Ernst van Stolberg-Wernigerode.
Bij het overlijden van Emanuel was Anna Eleonora drie maanden zwanger. Ze werd officieel benoemd tot regentes van Anhalt-Köthen tot aan de geboorte van haar kind: als het kind een jongen was, kon hij zijn vader opvolgen; als het kind een meisje was, werd Anhalt-Köthen verdeeld tussen de andere vorstendommen van Anhalt.
In mei 1671 beviel Anna Eleonora van een zoon, die als naam Emanuel Lebrecht (1671-1704) kreeg. Emanuel Lebrecht werd de nieuwe vorst van Anhalt-Köthen onder het regentschap van zijn moeder.